# Microcebus mamiratra
Microcebus mamiratra is een zoogdier uit de familie van de dwergmaki's (Cheirogaleidae). De wetenschappelijke naam van de soort werd voor het eerst geldig gepubliceerd door Andriantompohavana et al. in 2006.
De soort komt voor op het eiland Nosy Bé in de provincie Antsiranana van Madagaskar. De wetenschappelijke soortaanduiding, mamiratra, komt uit het Malagassisch en betekent "duidelijk en slim" (Engels: "clear and bright"); dit verwijst naar Claire Hubbard en de Theodore F. and Claire M. Hubbard Family Foundation, die bijgedragen heeft aan genetische onderzoeken op Magaskar.

## Taxonomie
Net als de meeste muismaki's is deze soort pas in de 21e eeuw op basis van genetische methodes beschreven en is hij ook vrijwel alleen genetisch van andere soorten te onderscheiden. Deze soort is het nauwst verwant aan een onbeschreven soort, "M. species nova #5" uit het vasteland van Madagaskar; deze groep is verwant aan ofwel M. tavaratra, ofwel M. sambiranensis. Na de beschrijving van deze soort in 2006 werd in 2007 een tweede muismaki uit Nosy Bé, M. lokobensis, beschreven. Later is ontdekt dat deze soort een synoniem is van M. mamiratra.

## Beschrijving
Deze lemuur is, met een gewicht van ongeveer 61 gram, middelgroot voor zijn geslacht. De kop-romplengte is 117 tot 129 millimeter, de staartlengte 147 tot 169 millimeter. De korte, dichte vacht is roodbruin aan de bovenkant en wordt lichter naar het midden van de rug toe. De onderkant is wit tot crèmekleurig. Op het voorste deel van de bek zit een witte streep, die tussen de ogen breder en meer diffuus wordt. Net als het lichaam is de staart roodbruin. Bij sommige exemplaren komt een grijsbruine rugstreep voor. De spaarzaam behaarde handen en voeten zijn grijs of wit.